# Édouard Branly

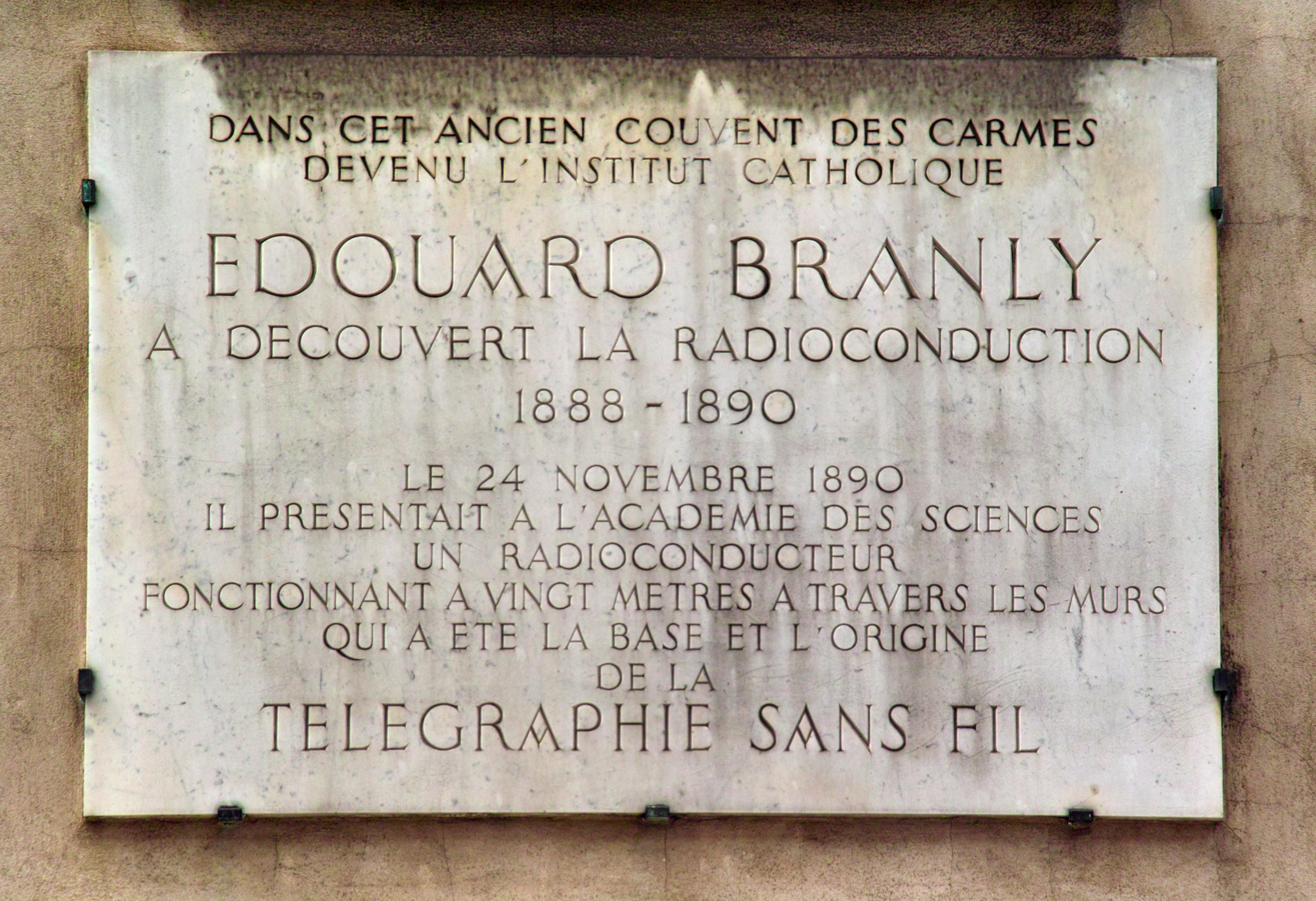
Placa memorială situată la Muzeul „Édouard Branly” din Paris.

Édouard Branly (n. 23 octombrie 1844, Amiens, Franța – d. 24 martie 1940, Quartier de l'Odéon⁠(d), Île-de-France, Franța) a fost un fizician, inventator și medic francez, care a descoperit principiul radioconducției și al telemecanicii. El este unul dintre pionierii comunicațiilor radio.
După moartea sa, în semn de prețuire și respect, statul francez a organizat pe 30 martie 1940 funerarii naționale, oficiul funebru desfășurându-se la catedrala Notre-Dame din Paris.
Muzeul Édouard Branly este dedicat lucrărilor acestui pionier al comunicațiilor radio.  Este situat în arondismentul 6 al Parisului, la Institutul Catolic din Paris – ISEP (strada d’Assas nr. 21), institut la care Branly a fost profesor.

Placa memorială situată aici menționează:
„În această veche mănăstire de carmelite
devenită Institutul Catolic
Édouard Branly
 a descoperit radioconducția
1888-1890
 Pe 24 noiembrie 1890
el prezenta la Academia de Științe
un radioconductor ce funcționa pe o rază de 20 de metri traversând pereții
care a fost baza și originea
telegrafiei fără fir”
Cheiul Branly, o stradă situată de-a lungul Senei la Paris poartă numele inventatorului. Muzeul de artă primitivă situat pe această stradă este numit „Muzeul de pe cheiul Branly” (Musée du quai Branly) și nu are legătură directă cu inventatorul.